# Un lugar maravilloso
Un lugar maravilloso (título original en inglés The Beautiful Country) es una película de Estados Unidos y Noruega,  dirigida por  Hans Petter Moland  en 2004, y protagonizada por Nick Nolte, Tim Roth, Temuera Morrison, Damien Nguyen, Bai Ling, John Hussey, Mai Thi Hoa y Dinh Xuan Phuc.
La película fue estrenada el 8 de febrero de 2004 en el Festival Internacional de Cine de Berlín. También fue seleccionada para el Festival Internacional de Cine de Karlovy Vary y recibió nominaciones en los Premios Amanda de 2004 y los Premios Independent Spirit de 2006. Su estreno en Estados Unidos fue el 5 de julio de 2005 y en España el 9 de diciembre del mismo año.

## Sinopsis
"Bui doi" significa "menos que el polvo" y son las palabras que se utilizan para insultar a aquellos niños cuyos padres estadounidenses dejaron embarazadas a mujeres vietnamitas. Binh es uno de ellos, vive en casa de una familia adoptiva que le trata como un esclavo. Harto de la situación y los malos tratos, Bihn emprende la búsqueda de su verdadera familia, que le llevará a escapar de Vietnam, vivir en un campo de refugiados, atravesar el océano en condiciones infrahumanas y lograr finalmente llegar a Estados Unidos.

## Reparto
- Damien Nguyen : Binh
- Bai Ling : Ling
- Dang Quoc Thinh Tran : Tam
- Thi Hoa Mai : Wa
- Nick Nolte : Steve
- Tim Roth : Capitán Oh
- Chapman To : Chingmy
- Temuera Morrison : Snakehead